# 2079 Jacchia
2079 Jacchia је астероид главног астероидног појаса са средњом удаљеношћу од Сунца која износи 2,599 астрономских јединица (АЈ).
Апсолутна магнитуда астероида је 12,7.